# Szmahí Tríkí
Iszmaél Szmahí Tríkí (arabul:  اسماعيل سماحي تريكي); Zenata, 1967. augusztus 1. –) marokkói válogatott labdarúgó.

## Pályafutása

### Klubcsapatban
1986 és 1993 között az SC Bastia csapatában játszott. 1993 és 1996 között a Châteauroux játékosa volt. 1996-ban Svájcba igazolt a Lausanne-Sport együtteséhez, ahol két vet töltött. Az 1998−99-es szezonban az FC Lorient csapatát erősítette. 2000-ben a szaúdi en-Naszrban fejezte be a pályafutását.  

### A válogatottban
1994 és 1999 között 21 alkalommal játszott a marokkói válogatottban. Részt vett az 1994-es és az 1998-as világbajnokságon, illetve az 1998-as afrikai nemzetek kupáján.

## Sikerei, díjai
Lausanne-Sport
- Svájci kupagyőztes (1): 1997–98